# Bergspoorwegen van India
Verschillende spoorwegen zijn in de bergachtige regio's van India gebouwd. Gezamenlijk zijn zij bekend als de bergspoorwegen van India:
- Darjeelingspoorweg
- Nilgiri Bergspoorweg
- Kalka-Shimla Spoorweg

De collectieve benaming verwijst naar het project van de Indiase regering om een representatief voorbeeld van de historische spoorwegen in India voor te dragen aan de UNESCO als Werelderfgoed.
De Darjeelingspoorweg werd erkend in 1999, terwijl de Nilgiri Bergspoorweg is toegevoegd als een uitbreiding in 2005 en de Kalka-Shimla Spoorweg is toegevoegd in 2008. Zij werden erkend als uitstekende voorbeelden van gedurfde en ingenieuze oplossingen voor het probleem van de opbouw van een effectieve spoorverbinding door een ruig, bergachtig terrein.